# Cej
Cej je priimek v Sloveniji, ki ga je po podatkih Statističnega urada Republike Slovenije na dan 1. januarja 2010 uporabljalo 216 oseb in je med vsemi priimki po pogostosti uporabe uvrščen na 1.965. mesto.

## Znani nosilci priimka
- Anton Cej (1857—1897), slikar
- Ciril Cej (1887—1971), pisatelj, publicist, prevajalec, risar/ilustrator
- Ciril Metod Cej, duhovnik, župnik, spovednik na Sveti Gori
- David Cej, slikar
- Demetrij Cej (1931—2012), slikar, scenograf in kostumograf
- Evgen Cej, pesnik
- Jože Cej (*1941), arhitekt in slikar
- Mojca Cej, pevka, pevska pedagoginja
- Sandi Cej, dirigent, zborovodja